# Drac
De Drac is een 130 kilometer lange rivier in Zuid-Frankrijk. De Drac stroomt door de Franse departementen Hautes-Alpes en Isère en mondt uit in de Isère bij Grenoble. De naam van de rivier stamt af van Drau, dat een samenvoeging is van het occitaanse drac lutin, wat iets als draak betekent. De belangrijkste zijrivier is de Romanche.

## Hydrografie
De rivier ontstaat in de Champsaur-vallei van het Écrinsmassief. Ze ontstaat uit de samenvloeiing van de Drac Blanc en de Drac Noir (de Witte en de Zwarte Drac) in het zuiden van de gemeente Champoléon. Deze ontspringen beide in het zuiden van het Massif des Ecrins en stromen door respectievelijk de valleien van Champoléon en Orcières in het departement Hautes-Alpes (regio Provence-Alpes-Côte d'Azur).
De volgende rivieren monden uit in de Drac:
- Séveraissette (r)
- Séveraisse (r)
- Souloise (l)
- Bonne (r)
- Ébron (l)
- Gresse (l)
- Romanche (r)

De Drac is een bergrivier met een relatief groot verval. Er zijn vier stuwdammen gebouwd op de Drac: Le Sautet, Saint-Pierre-Cognet, Avignonet-Monteynard en Notre-Dame-de-Commiers.
Vanaf de vernauwing van het dal bij Aspres-lès-Corps tot de stuwdam van Monteynard-Avignonet nabij Saint-Martin-de-la-Cluze vormt de Drac de scheiding tussen de Trièves (tussen Drac, Vercors en Dévoluymassief) op de linkeroever en de Matheysine (rond La Mure) op de rechteroever.
Er is één gemeente waarvan de naam verwijst naar de rivier: Champ-sur-Drac

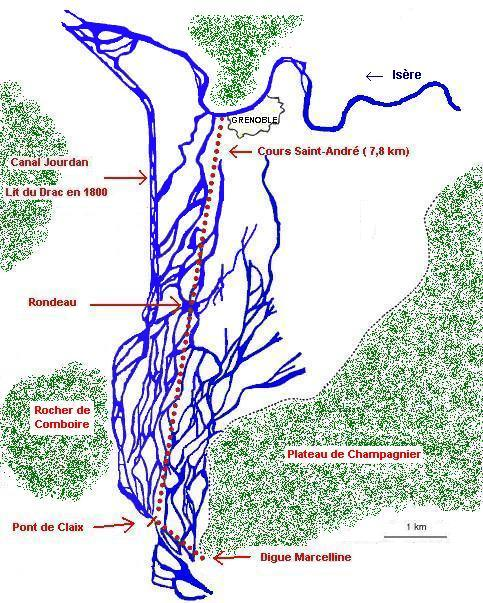
Beddingen van de Drac bij Grenoble vóór de kanalisatie

De Isère en de Drac worden in Grenoble al sinds eeuwen "de slang en de draak" (le serpent et le dragon) genoemd. In de geschiedenis van de stad zijn meer dan 150 zware overstromingen genoteerd, waarvan 80 tussen 1600 en 1860. In de zeventiende en achttiende eeuw werden de laatste kilometers van de rivierbedding in de omgeving van Grenoble ingedijkt om de stad te beschermen. De samenvloeiing met de Isère werd toen verlegd naar Fontaine.

## Galerij

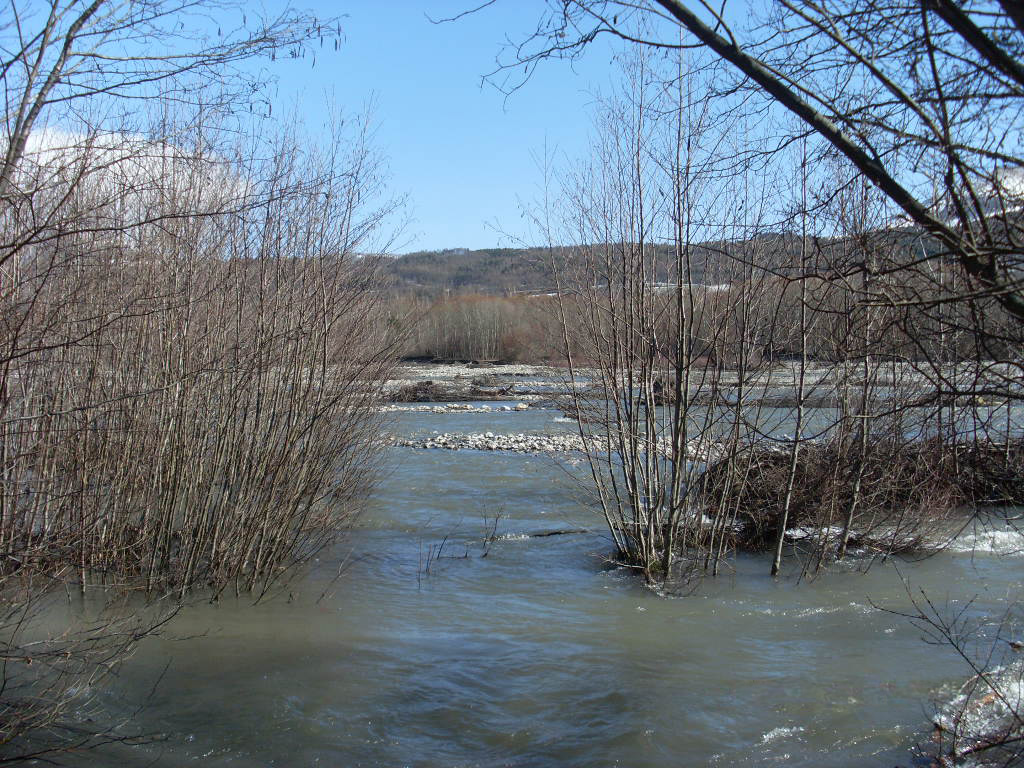
De Drac ter hoogte van de Drague du Champsaur, winter 2008
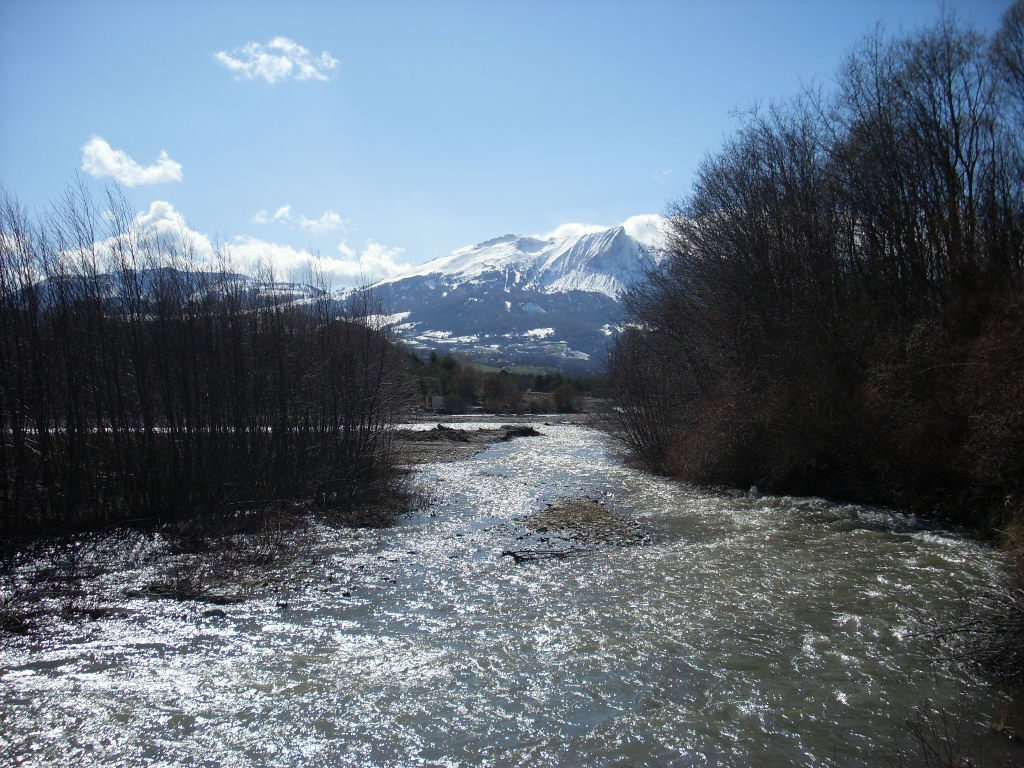
De Drac en de Pic de l'Aiguille
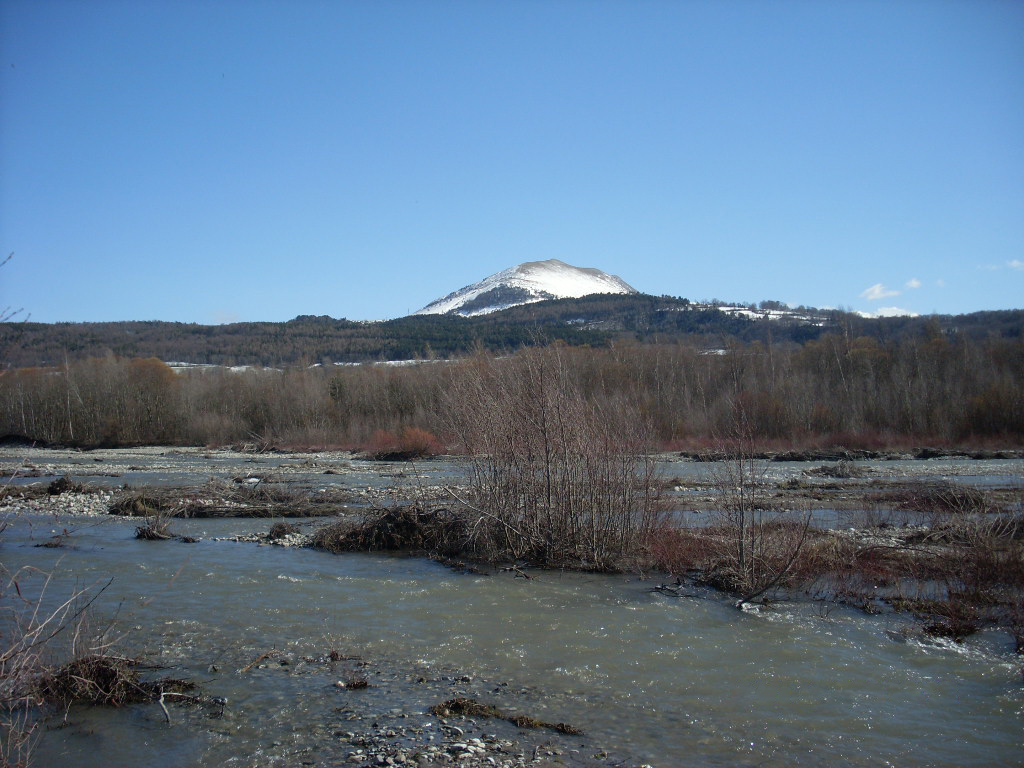
Le Drac en de Puy de Manse in april 2008
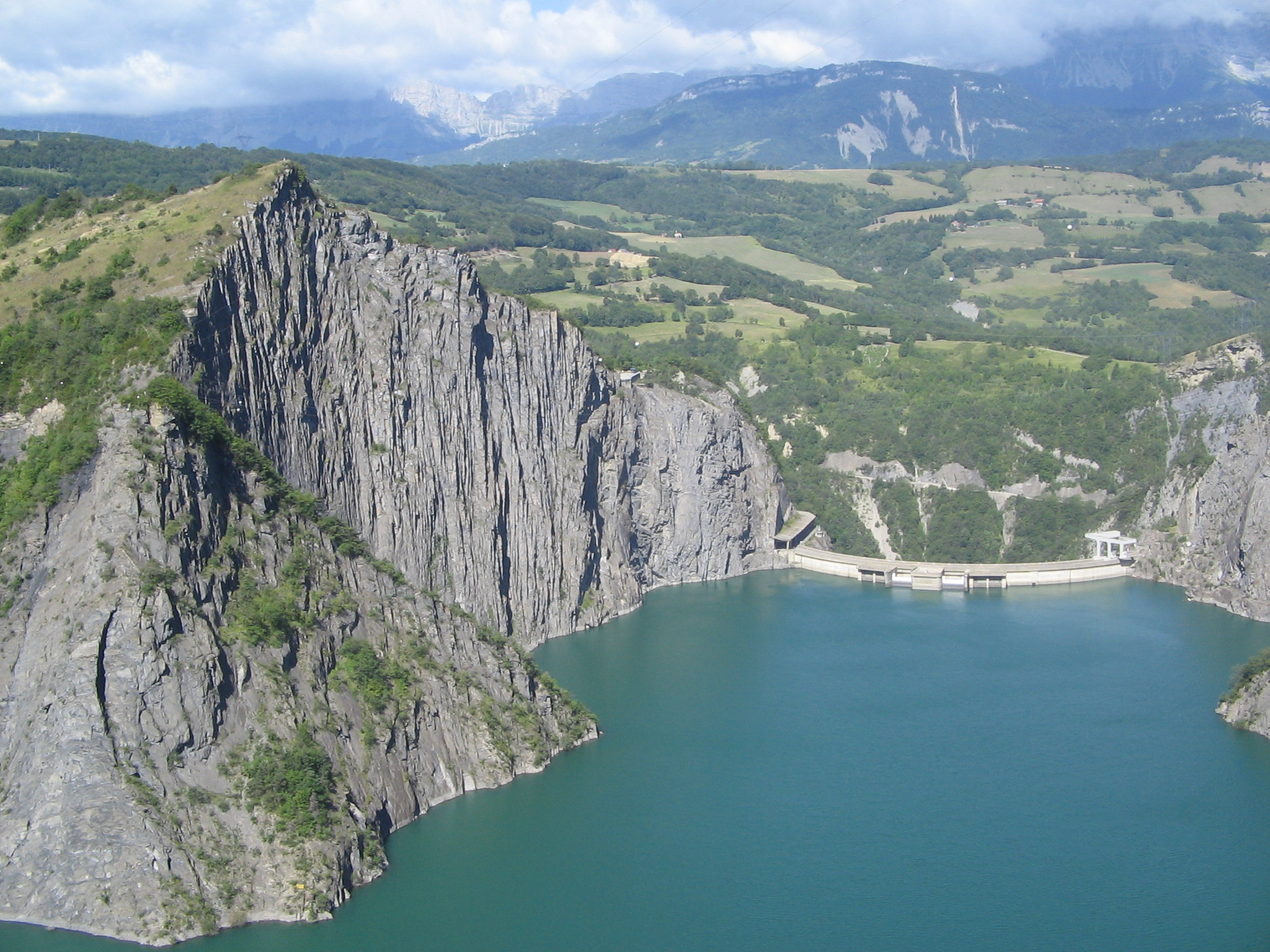
Lac de Monteynard de stuwdam bij Monteynard-Avignonet
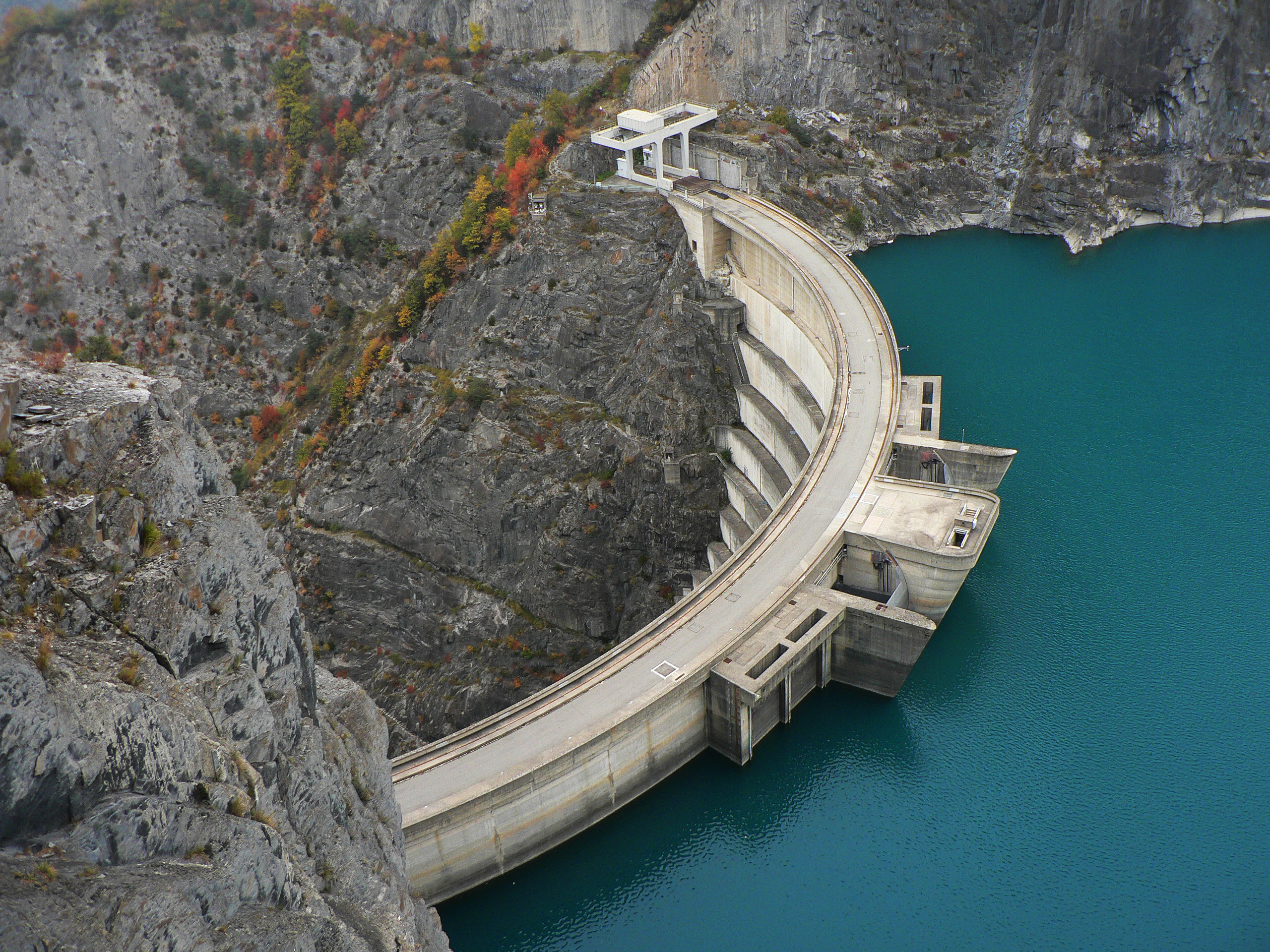
Stuwdam van Monteynard-Avignonet
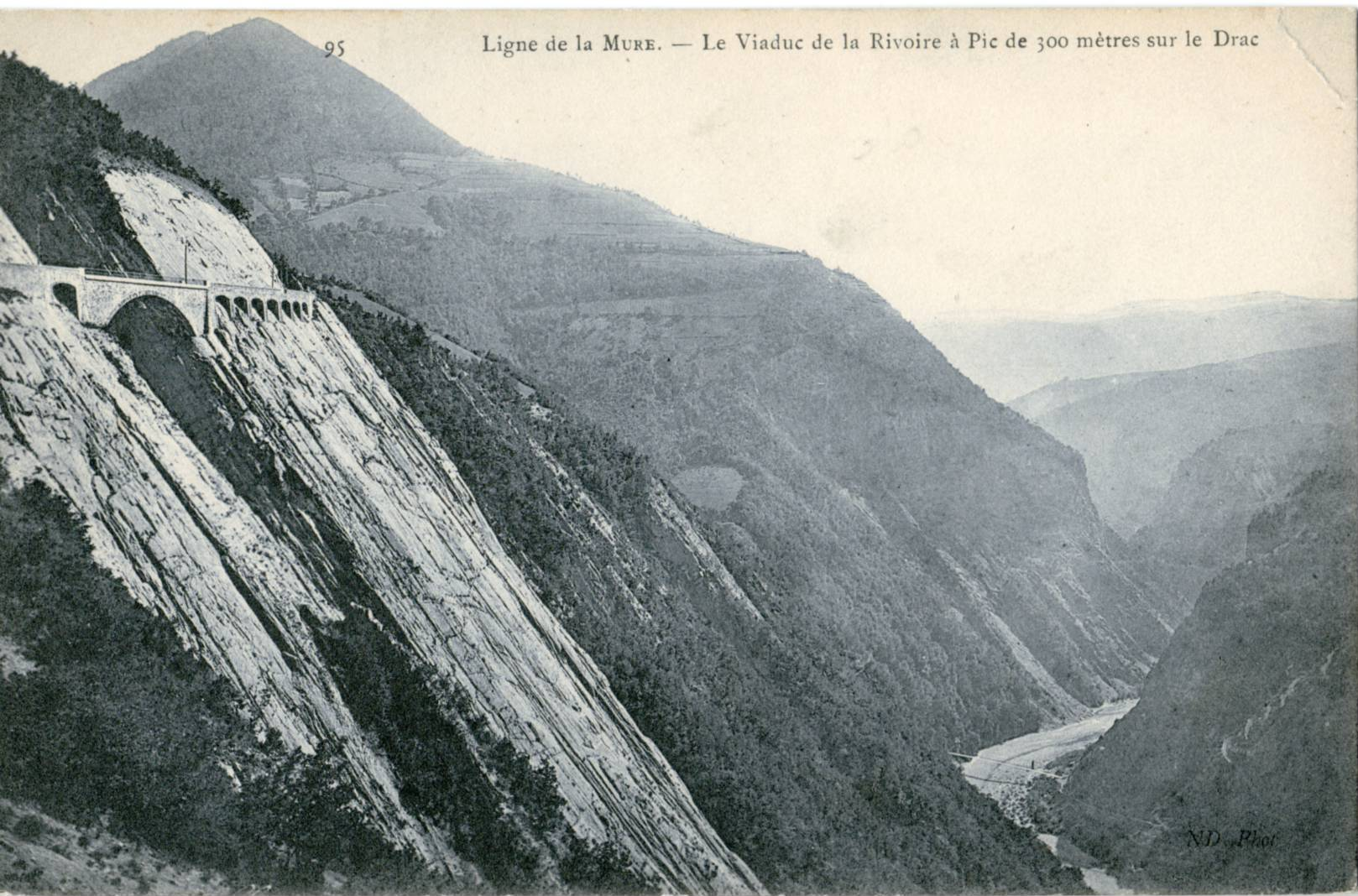
De kloof van de Drac en het viaduct van la Rivoire (Chemin de fer de la Mure), aan het begin van de 20e eeuw

- Bibliothèque nationale de France: cb125044022 (data)
- Gemeinsame Normdatei: 4411194-0
- Système universitaire de documentation: 034271589
- Virtual International Authority File: 248260153